# Division Élite
Die Division Élite ist die höchste Spielklasse im französischen Baseballsport. Rekordsieger mit 22 gewonnenen Meisterschaften ist das Team Paris Université Club aus Paris, aktueller Titelträger die Rouen Huskies aus Rouen.
Die untergeordnete Liga (zweite Liga) im französischen Baseball ist die Division N1A.
Neben der Meisterschaft gibt es weiterhin die Challenge de France, deren Sieger sich ebenso wie der Meister für den Europapokal qualifiziert. Dabei spielen die acht Mannschaften der Division Élite in zwei Gruppen mit anschließendem Finale. Nach einer Pause 2010 wird dieser Wettbewerb 2011 zum achten Mal ausgetragen.

## Spielmodus
In der Division Élite wird der offizielle französische Baseballmeister ermittelt. Hierfür bestreiten die aktuell acht Teams in der regulären Saison je 28 Spiele. Die besten sechs Teams qualifizieren sich für die Playoffs, die 2011 in einem neuen Format ausgetragen werden. In der ersten Runde spielen der Dritte gegen den Sechsten und der Vierte gegen den Fünften. Die Sieger spielen dann im Halbfinale gegen die zwei besten Mannschaften der regulären Saison und deren Sieger bestreiten schließlich das Finale. Alle Playoff-Serien werden im Modus Best-of-Five ausgetragen. Die Verlierer der ersten Playoffrunde spielen in den Playdowns gegen den Siebten und Achten der regulären Saison. Die Ligastruktur im französischen Baseball besitzt im Gegensatz zur US-amerikanischen Profiliga ein Auf- und Abstiegssystem.

## Bisherige Sieger
| Saison | Sieger                         | Vizemeister                    |
| ------ | ------------------------------ | ------------------------------ |
| 1968   | CSF Cagnes-sur-Mer             | Paris Université Club          |
| 1969   | Pirates de Paris               | CSF Cagnes-sur-Mer             |
| 1970   | Paris Université Club          | Nice Université Club           |
| 1971   | Nice Université Club           | Paris Université Club          |
| 1972   | Paris Université Club          | St Germain en Laye             |
| 1973   | Paris Université Club          | Nice Université Club           |
| 1974   | Nice Université Club           | Paris Université Club          |
| 1975   | Paris Université Club          | Nice Université Club           |
| 1976   | Paris Université Club          | Nice Université Club           |
| 1977   | Paris Université Club          | Nice Université Club           |
| 1978   | BC Nippon/Nice Université Club | BC Nippon/Nice Université Club |
| 1979   | Nice Université Club/BC Nippon | Nice Université Club/BC Nippon |
| 1980   | Paris Université Club          | Nice Université Club           |
| 1981   | Nice Université Club           | Paris Université Club          |
| 1982   | Paris Université Club          | BCF Paris                      |
| 1983   | Paris Université Club          | Meyzieu                        |
| 1984   | Paris Université Club          | Nice Université Club           |
| 1985   | Paris Université Club          | Limeil-Brévannes               |
| 1986   | Paris Université Club          | BCF Paris                      |
| 1987   | Paris Université Club          | BCF Paris                      |
| 1988   | Paris Université Club          | Lions de Savigny-sur-Orge      |
| 1989   | Paris Université Club          | Pineuilh                       |
| 1990   | Paris Université Club          | Lions de Savigny-sur-Orge      |
| 1991   | Paris Université Club          | BCF Paris                      |
| 1992   | Paris Université Club          | Limeil-Brévannes               |
| 1993   | Barracudas de Montpellier      | Paris Université Club          |
| 1994   | Barracudas de Montpellier      | Paris Université Club          |
| 1995   | Barracudas de Montpellier      |                                |
| 1996   | Jimmer's de Saint-Lô           |                                |
| 1997   | Jimmer's de Saint-Lô           |                                |
| 1998   | Lions de Savigny-sur-Orge      |                                |
| 1999   | Lions de Savigny-sur-Orge      |                                |
| 2000   | Paris Université Club          |                                |
| 2001   | Lions de Savigny-sur-Orge      |                                |
| 2002   | Lions de Savigny-sur-Orge      |                                |
| 2003   | Rouen Huskies                  |                                |
| 2004   | Lions de Savigny-sur-Orge      | Barracudas de Montpellier      |
| 2005   | Rouen Huskies                  | Lions de Savigny-sur-Orge      |
| 2006   | Rouen Huskies                  | Tigers de Toulouse             |
| 2007   | Rouen Huskies                  | Templiers Senart               |
| 2008   | Rouen Huskies                  | Templiers Senart               |
| 2009   | Rouen Huskies                  | Templiers Senart               |
| 2010   | Rouen Huskies                  | Lions de Savigny-sur-Orge      |
| 2011   | Rouen Huskies                  | Templiers Senart               |
| 2012   | Rouen Huskies                  | Templiers Senart               |
| 2013   | Rouen Huskies                  | Templiers Senart               |
| 2014   | Templiers Senart               | Paris Université Club          |
| 2015   | Rouen Huskies                  | Montpellier                    |
| 2016   | Rouen Huskies                  | Templiers Senart               |
| 2017   | Rouen Huskies                  | Templiers Senart               |